# Silvije Strahimir Kranjčević
Silvije Strahimir Kranjčević (Senj, 1865 - Sarajevo, 1908) était un écrivain croate. 

## Biographie
Il obtient le diplôme pour devenir professeur en Croatie à Zagreb, mais il faut qu'il s'en aille en Bosnie-Herzégovine pour travailler. Il apprend à Mostar, Livno, Bijeljina et Sarajevo.
Sa poésie marque un changement par rapport au romanticisme et nationalisme de la littérature de son époque. Il y expose sa frustration face aux injustices sociales. Il est bien connu aussi pour son anti-cléricalisme.